# Indy 200 at Mid-Ohio 2024

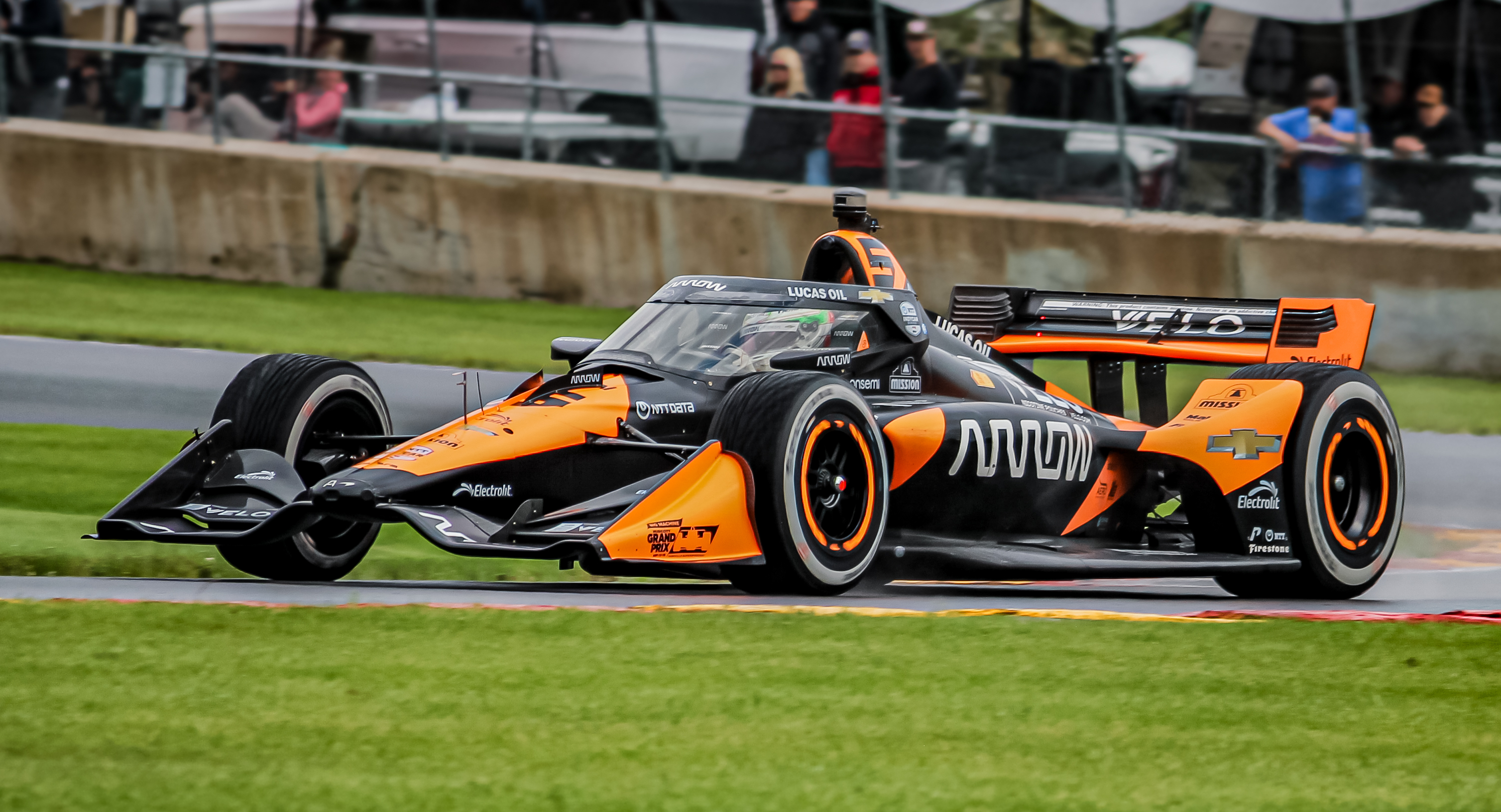
Sieger Pato O’Ward im Arrow McLaren beim Quali in Road America

Das Indy 200 at Mid-Ohio 2024 (offiziell Honda Indy 200 at Mid-Ohio) auf dem Kurs Mid-Ohio Sports Car Course fand am 7. Juli statt und ging über eine Distanz von 80 Runden à 3,633 km. Es war der neunte Lauf zur IndyCar Series 2024.

## Bericht
Das erste Rennen der Hybrid angetriebenen Fahrzeuge in der IndyCar Series verlief zwar nicht für alle Fahrer ohne Probleme, trotzdem kann man sagen, dass die Motorenlieferanten Chevrolet und Honda ihre Arbeit gut gemacht haben. Der auf dem dritten Startplatz qualifizierte David Malukas (Meyer Shank Racing) kam erst nicht in die Formationsrunden hinter dem PaceCar, da der Motor beim Anfahren ausging. Seine Mechaniker konnten das Aggregat neu starten und Malukas durfte das Fahrerfeld überholen und auf seinem Startplatz das Rennen aufnehmen. Schlimmer erging es Scott Dixon (Chip Ganassi Racing), ihm ging der Antrieb während der ersten Runde aus und er blieb auf der Strecke stehen. Die Streckensicherung brachte das Auto zurück an die Boxen, wo die Mechaniker das Auto doch noch starten konnten nach einer längeren Reparaturzeit. Dixon konnte das Rennen danach nur noch für eine Testfahrt nutzen. Ansonsten verlief der Beginn der Hybrid-Ära ohne Probleme. Die Fahrer Alex Palou (Chip Ganassi Racing) und Pato O’Ward (Arrow McLaren) machten den Sieg unter sich aus. Als O’Ward eine Runde vor dem führenden Palou seinen zweiten Boxenstopp einlegte, gelang ihm der Undercut und O’Ward ging in Führung. Souverän und fehlerlos fuhr er seinen zweiten Saisonsieg ins Ziel, knapp mit 0,4 Sekunden Vorsprung auf Palou. Scott McLaughlin (Team Penske) komplettierte das Siegerpodest der ersten drei. In der Meisterschaft führte zu diesem Zeitpunkt weiterhin Palou mit 329 vor Will Power mit 281 und O’Ward mit 259 Punkten.

## Meldeliste
| Startnummer | Fahrer              | Team                             | Motor     |
| ----------- | ------------------- | -------------------------------- | --------- |
| 14          | Santino Ferrucci    | A. J. Foyt Racing                | Chevrolet |
| 41          | Sting Ray Robb      | A. J. Foyt Racing                | Chevrolet |
| 26          | Colton Herta        | Andretti Global / Curb-Agajanian | Honda     |
| 27          | Kyle Kirkwood       | Andretti Global                  | Honda     |
| 28          | Marcus Ericsson     | Andretti Global                  | Honda     |
| 5           | Pato O’Ward         | Arrow McLaren                    | Chevrolet |
| 6           | Nolan Siegel        | Arrow McLaren                    | Chevrolet |
| 7           | Alexander Rossi     | Arrow McLaren                    | Chevrolet |
| 4           | Kyffin Simpson      | Chip Ganassi Racing              | Honda     |
| 8           | Linus Lundqvist     | Chip Ganassi Racing              | Honda     |
| 9           | Scott Dixon         | Chip Ganassi Racing              | Honda     |
| 10          | Alex Palou          | Chip Ganassi Racing              | Honda     |
| 11          | Marcus Armstrong    | Chip Ganassi Racing              | Honda     |
| 18          | Jack Harvey         | Dale Coyne Racing                | Honda     |
| 51          | Toby Sowery         | Dale Coyne Racing                | Honda     |
| 20          | Christian Rasmussen | Ed Carpenter Racing              | Chevrolet |
| 21          | Rinus VeeKay        | Ed Carpenter Racing              | Chevrolet |
| 77          | Romain Grosjean     | Juncos Hollinger Racing          | Chevrolet |
| 78          | Agustín Canapino    | Juncos Hollinger Racing          | Chevrolet |
| 60          | Felix Rosenqvist    | Meyer Shank Racing               | Honda     |
| 66          | David Malukas       | Meyer Shank Racing               | Honda     |
| 15          | Graham Rahal        | Rahal Letterman Lanigan Racing   | Honda     |
| 30          | Pietro Fittipaldi   | Rahal Letterman Lanigan Racing   | Honda     |
| 45          | Christian Lundgaard | Rahal Letterman Lanigan Racing   | Honda     |
| 2           | Josef Newgarden     | Team Penske                      | Chevrolet |
| 3           | Scott McLaughlin    | Team Penske                      | Chevrolet |
| 12          | Will Power          | Team Penske                      | Chevrolet |

## Klassifikationen

### Freies Training 1
| Pos. | Nr. | Fahrer           | Team                | Motor     | Zeit      |
| ---- | --- | ---------------- | ------------------- | --------- | --------- |
| 1    | 10  | Alex Palou       | Chip Ganassi Racing | Honda     | 1:07.0650 |
| 2    | 7   | Alexander Rossi  | Arrow McLaren       | Chevrolet | 1:07.5093 |
| 3    | 11  | Marcus Armstrong | Chip Ganassi Racing | Honda     | 1:07.5442 |

### Freies Training 2
| Pos. | Nr. | Fahrer       | Team                             | Motor     | Zeit      |
| ---- | --- | ------------ | -------------------------------- | --------- | --------- |
| 1    | 5   | Pato O’Ward  | Arrow McLaren                    | Chevrolet | 1:05.9862 |
| 2    | 15  | Graham Rahal | Rahal Letterman Lanigan Racing   | Honda     | 1:06.0439 |
| 3    | 26  | Colton Herta | Andretti Global / Curb-Agajanian | Honda     | 1:06.1639 |

### Qualifying
| Pos. | Nr. | Fahrer              | Team                             | Motor     | Zeit      | Zeit      | Zeit      | Zeit      | Startplatz |
| Pos. | Nr. | Fahrer              | Team                             | Motor     | Q1        | Q1        | Q2        | Q3        | Startplatz |
| Pos. | Nr. | Fahrer              | Team                             | Motor     | Gruppe 1  | Gruppe 2  | Q2        | Q3        | Startplatz |
| ---- | --- | ------------------- | -------------------------------- | --------- | --------- | --------- | --------- | --------- | ---------- |
| 1    | 10  | Alex Palou          | Chip Ganassi Racing              | Honda     | 1:05.4915 |           | 1:05.2848 | 1:05.3511 | 1          |
| 2    | 5   | Pato O’Ward         | Arrow McLaren                    | Chevrolet |           | 1:05.7862 | 1:05.3608 | 1:05.3535 | 2          |
| 3    | 66  | David Malukas       | Meyer Shank Racing               | Honda     | 1:05.5332 |           | 1:05.5073 | 1:05.6509 | 3          |
| 4    | 26  | Colton Herta        | Andretti Global / Curb-Agajanian | Honda     |           | 1:05.6545 | 1:05.5041 | 1:05.7653 | 4          |
| 5    | 11  | Marcus Armstrong    | Chip Ganassi Racing              | Honda     |           | 1:05.5044 | 1:05.5525 | 1:05.9402 | 5          |
| 6    | 28  | Marcus Ericsson     | Andretti Global                  | Honda     | 1:05.6703 |           | 1:05.5944 | 1:05.9592 | 6          |
| 7    | 3   | Scott McLaughlin    | Team Penske                      | Honda     | 1:05.6277 |           | 1:05.6178 |           | 7          |
| 8    | 7   | Alexander Rossi     | Arrow McLaren                    | Chevrolet | 1:05.5546 |           | 1:05.6427 |           | 8          |
| 9    | 20  | Christian Rasmussen | Ed Carpenter Racing              | Chevrolet | 1:05.6374 |           | 1:05.6911 |           | 9          |
| 10   | 45  | Christian Lundgaard | Rahal Letterman Lanigan Racing   | Honda     |           | 1:05.7484 | 1:05.7705 |           | 10         |
| 11   | 8   | Linus Lundqvist     | Chip Ganassi Racing              | Honda     |           | 1:05.8003 | 1:05.7805 |           | 11         |
| 12   | 77  | Romain Grosjean     | Juncos Hollinger Racing          | Chevrolet |           | 1:05.8113 | 1:05.7822 |           | 12         |
| 13   | 60  | Felix Rosenqvist    | Meyer Shank Racing               | Honda     | 1:05.6921 |           |           |           | 13         |
| 14   | 9   | Scott Dixon         | Chip Ganassi Racing              | Honda     |           | 1:05.8562 |           |           | 14         |
| 15   | 27  | Kyle Kirkwood       | Andretti Global                  | Honda     | 1:05.7147 |           |           |           | 15         |
| 16   | 12  | Will Power          | Team Penske                      | Chevrolet |           | 1:05.9654 |           |           | 16         |
| 17   | 6   | Nolan Siegel        | Arrow McLaren                    | Chevrolet | 1:05.7679 |           |           |           | 17         |
| 18   | 2   | Josef Newgarden     | Team Penske                      | Chevrolet |           | 1:05.9857 |           |           | 18         |
| 19   | 15  | Graham Rahal        | Rahal Letterman Lanigan Racing   | Honda     | 1:05.8508 |           |           |           | 19         |
| 20   | 21  | Rinus VeeKay        | Ed Carpenter Racing              | Chevrolet |           | 1:06.0252 |           |           | 20         |
| 21   | 14  | Santino Ferrucci    | A. J. Foyt Racing                | Chevrolet | 1:05.9414 |           |           |           | 21         |
| 22   | 78  | Agustín Canapino    | Juncos Hollinger Racing          | Chevrolet |           | 1:06.0550 |           |           | 22         |
| 23   | 30  | Pietro Fittipaldi   | Rahal Letterman Lanigan Racing   | Honda     | 1:06.0973 |           |           |           | 23         |
| 24   | 4   | Kyffin Simpson      | Chip Ganassi Racing              | Honda     |           | 1:06.1034 |           |           | 24         |
| 25   | 51  | Toby Sowery         | Dale Coyne Racing                | Honda     | 1:08.2499 |           |           |           | 25         |
| 26   | 41  | Sting Ray Robb      | A. J. Foyt Racing                | Chevrolet |           | 1:06.6894 |           |           | 26         |
| 27   | 18  | Jack Harvey         | Dale Coyne Racing                | Honda     |           | 1:06.9614 |           |           | 27         |

### Endergebnis
| Pos. | Nr. | Fahrer                  | Rd. | Zeit/Rückstand   | Boxenstopps | Führungsrunden | Punkte |
| ---- | --- | ----------------------- | --- | ---------------- | ----------- | -------------- | ------ |
| 1    | 5   | Pato O’Ward             | 80  | 1:33:22.6191     | 2           | 24             | 51     |
| 2    | 10  | Alex Palou              | 80  | 0.4993           | 2           | 53             | 44     |
| 3    | 3   | Scott McLaughlin        | 80  | 16.1558          | 2           | 3              | 36     |
| 4    | 26  | Colton Herta            | 80  | 24.8725          | 2           |                | 32     |
| 5    | 8   | Marcus Ericsson         | 80  | 31.6809          | 2           |                | 30     |
| 6    | 7   | Alexander Rossi         | 80  | 32.2443          | 2           |                | 28     |
| 7    | 45  | Christian Lundgaard     | 80  | 32.5714          | 2           |                | 26     |
| 8    | 27  | Kyle Kirkwood           | 80  | 35.2218          | 2           |                | 24     |
| 9    | 20  | Christian Rasmussen (R) | 80  | 40.3182          | 2           |                | 22     |
| 10   | 14  | Santino Ferrucci        | 80  | 46.9084          | 2           |                | 20     |
| 11   | 12  | Will Power              | 80  | 48.6546          | 2           |                | 19     |
| 12   | 66  | David Malukas           | 80  | 49.3906          | 2           |                | 18     |
| 13   | 51  | Toby Sowery (R)         | 80  | 49.8866          | 2           |                | 17     |
| 14   | 60  | Felix Rosenqvist        | 80  | 51.8162          | 3           |                | 16     |
| 15   | 8   | Linus Lundqvist (R)     | 80  | 53.4794          | 3           |                | 15     |
| 16   | 41  | Sting Ray Robb          | 80  | 54.7413          | 2           |                | 14     |
| 17   | 11  | Marcus Armstrong        | 80  | 55.8399          | 3           |                | 13     |
| 18   | 15  | Graham Rahal            | 80  | 58.8681          | 3           |                | 12     |
| 19   | 21  | Rinus VeeKay            | 80  | 1:00.4550        | 3           |                | 11     |
| 20   | 6   | Nolan Siegel (R)        | 80  | 1:05.8591        | 3           |                | 10     |
| 21   | 4   | Kyffin Simpson (R)      | 80  | 1:07.0413        | 3           |                | 9      |
| 22   | 78  | Agustín Canapino        | 79  | 1 Rd.            | 2           |                | 8      |
| 23   | 77  | Romain Grosjean         | 79  | 1 Rd.            | 2           |                | 7      |
| 24   | 30  | Pietro Fittipaldi       | 79  | 1 Rd.            | 3           |                | 6      |
| 25   | 2   | Josef Newgarden         | 79  | 1 Rd.            | 3           |                | 5      |
| 26   | 30  | Jack Harvey             | 79  | 1 Rd.            | 2           |                | 5      |
| 27   | 9   | Scott Dixon             | 40  | 40 Rd. (Antrieb) | 1           |                | 5      |

(R)=Rookie / 1 Gelbphasen für insgesamt 2 Rd. / alle Starter auf Firestone-Reifen